# インクリボン

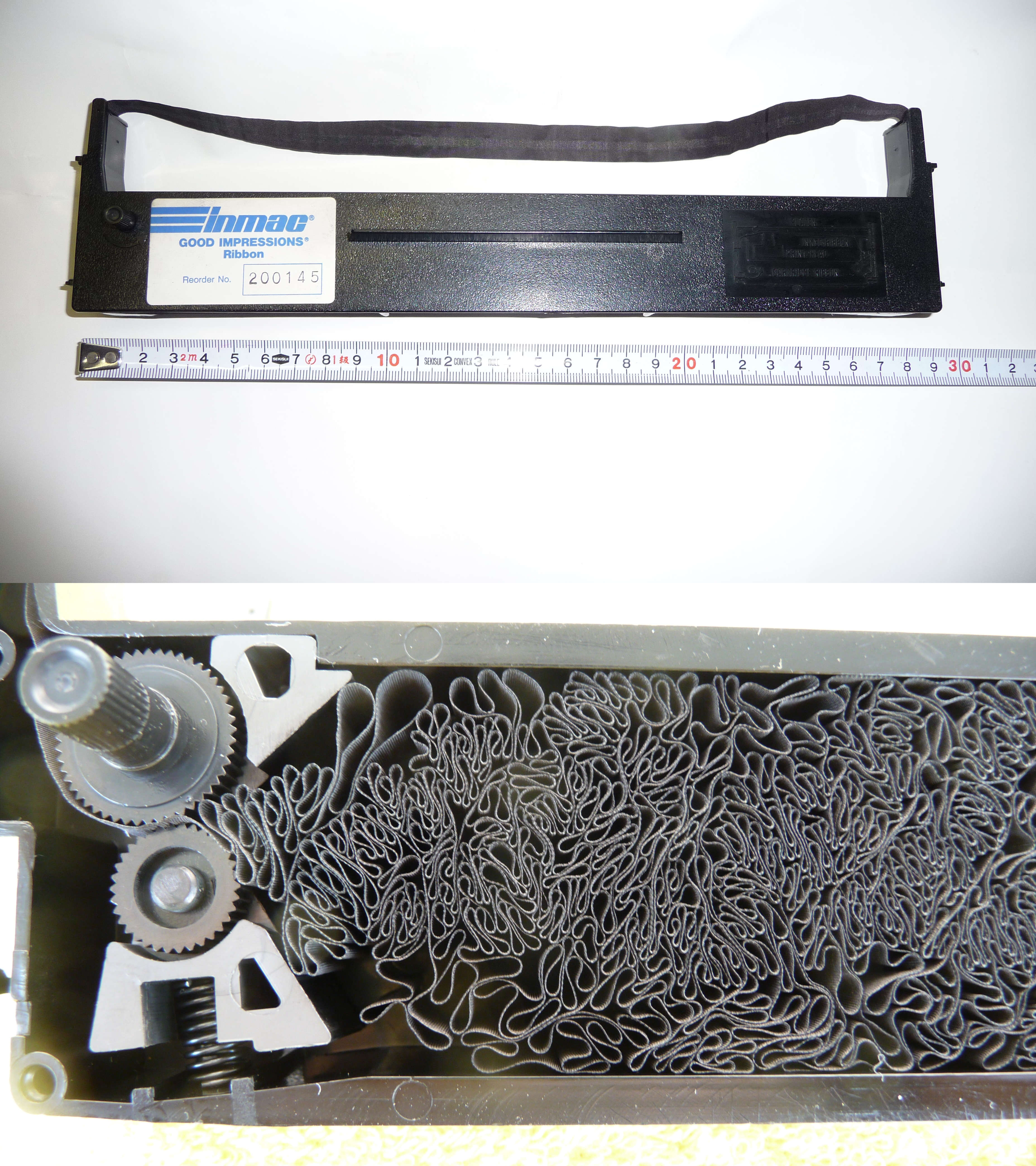
ドットインパクト方式プリンター用インクリボンカートリッジ（上）
カートリッジ内部拡大：長いループ状のリボンを折り詰め込んでいる（下）

インクリボンとは、タイプライターやプリンター、ファクシミリの印字に用いるインクを塗布した(染み込ませた)長い帯状(リボン状)のフィルムや繊維などのこと、ドットインパクトプリンタや熱転写プリンタに用いられるインクのことである。それを格納したカートリッジを指すこともある。
- タイプライターやドットインパクトプリンタにおいては、文字や記号を紙に転写するために必要なインクをしみこませた帯状の織布である。活字を植付けたハンマーあるいは細いワイヤピンを印字用紙に機械的に打ち付けてインクを転写する。
用紙の裏で回転する活字ドラムに表からハンマーを打ち付ける方式[注釈 1]のプリンター(レシート印字用、プリンター電卓用等)に使用されるインクリボンも同様である。
- 熱転写方式のプリンターでは帯状のフィルムにインクを塗布してあるものを用いる。熱を加えることで固形のインクを溶融させて紙に付着させる方式のものを「熱溶融型プリンタ」、インクを昇華させる方式のものを「昇華型プリンタ」という[5]。

形状としてはロール式の物とカートリッジ式の物がある。インクをしみこませてある布、フィルムなどが用いられる。まき直して何度も使用する物、一度の使用で廃棄する物、さらにループになったものがある。ループの物の中には一度ひねってメビウスの帯になっており裏表、さらに上下でリボンの長さの4倍の有効長のものもある。使用色は単色の物、黒・赤・修正用の白の複数色を数段に並べた物もある。